# Schalderer Tunnel
Der Schalderer Tunnel (italienisch Galleria Scaleres) ist ein in Bau befindlicher Eisenbahntunnel der Brennerbahn in Südtirol. Er ist Teil der südlichen Zulaufstrecke zum Brennerbasistunnel, genauer des prioritär gebauten Abschnitts Franzensfeste–Waidbruck. Der Zuschlag zum Bau des Projekts wurde 2021 erteilt, die Tunnelbohrmaschine nahm 2024 den Betrieb auf.

## Lage
Das Nordportal des Schalderer Tunnels liegt auf 748 m Höhe knapp südlich vom Bahnhof Franzensfeste am südlichen Ausgang des Wipptals. Zwischen dem Südportal des Brennerbasistunnels und dem Nordportal des Schalderer Tunnels liegt eine knapp 900 m lange offen geführte Strecke. Der etwa 15,4 km lange Tunnel unterquert auf dem Weg Richtung Süden die westlich vom Eisacktal in Bereich des Brixner Talkessels aufragenden Berghänge der Sarntaler Alpen und unterquert dabei auch das namengebende Schalderer Tal. Sein Südportal liegt auf 569 m Höhe bei Feldthurns; dort geht der Tunnel direkt in eine das Eisacktal (samt Eisack und Bestandsstrecke) überspannende Brücke über, die nach rund 250 m Länge in den Grödner Tunnel mündet.

## Tunnelsystem
Der Schalderer Tunnel wird aus zwei rund 15400 m langen Tunnelröhren bestehen, die je einem Gleis Platz bieten. Die Röhren werden in einem Abstand von rund 40 m zueinander gebaut und alle 500 m über als Fluchtwege dienende Verbindungsstollen miteinander verbunden sein. In einer Entfernung von 3500 m vom Nordportal wird der 1300 m lange, vom Riggertal heranführende Fensterstollen „Forch“ auf die Röhren treffen; dieser dient in erster Linie dem Abtransport des Aushubmaterials.

## Funktion
Der Schalderer Tunnel ist Teil des prioritär gebauten Projekts Franzensfeste–Waidbruck, das zusammen mit dem Brennerbasistunnel spätestens 2032 fertiggestellt werden soll, da die Bestandsstrecke zwischen Franzensfeste und Brixen mit einer Maximalsteigung von 22,5 ‰ den steilsten Abschnitt südlich des Brennerpasses darstellt. Mit der Fertigstellung der Zulaufstrecke Franzensfeste–Waidbruck gleichzeitig mit dem Brennerbasistunnel kann die gesamte Brennerbahn bei einer Maximalsteigung von 12 ‰ befahren werden, was einer enormen Steigerung der Güterzugkapazitäten gleichkommt.